# Edmonton Eskimos (Eishockey)
Die Edmonton Eskimos waren eine kanadische Eishockeymannschaft aus Edmonton, Alberta. Die Mannschaft spielte zwischen 1921 und 1936 in der Western Canada Hockey League.

## Geschichte
Die Edmonton Eskimos wurde 1921 als Franchise der erstmals ausgetragenen Western Canada Hockey League gegründet. In dieser spielten sie insgesamt fünf Jahre lang, bis die Liga aufgelöst wurde. In der Saison 1922/23 gewannen sie den Meistertitel der WCHL. In dieser Funktion traten sie in den Finalspielen um den Stanley Cup an, verloren dort jedoch in zwei Spielen gegen die Ottawa Senators aus der National Hockey League. In der Saison 1926/27 traten die Eskimos in der Prairie Hockey League an. Anschließend war die Mannschaft fünf Jahre lang inaktiv, ehe sie zur Saison 1932/33 reaktiviert wurde und in die einmalig ausgetragene Western Canada Hockey League wechselte. Zuletzt spielten die Eskimos von 1933 bis 1936 in der North West Hockey League, ehe das Team endgültig aufgelöst wurde.